# (3588) Kirik
(3588) Kirik (1981 TH4) – planetoida z pasa głównego asteroid okrążająca Słońce w ciągu 5,77 lat w średniej odległości 3,22 j.a. Odkryła ją Ludmiła Czernych 8 października 1981 roku.